# 陸貝

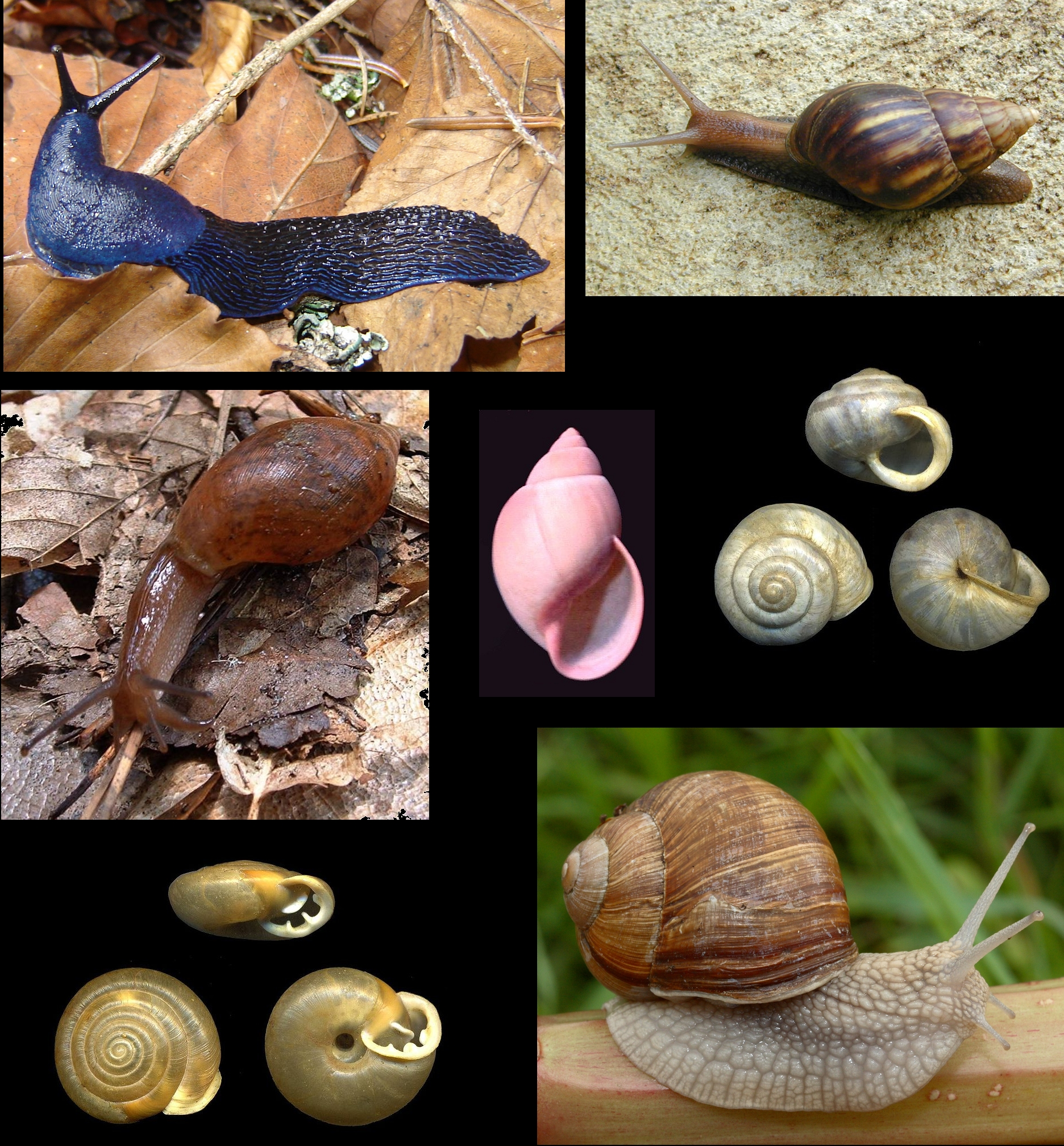
さまざまなカタツムリ（左上はナメクジ）

陸貝（りくがい）は、陸産貝とも言われる陸生の貝類。カタツムリとナメクジを合わせたものである。

## 概要
基本的に、鰓は失われ、外套腔を肺として使い肺呼吸をする。ただし詳細な呼吸の機構は様々である。
陸生の貝類は腹足類（巻貝の仲間）にのみ見られる。ただし、腹足類の様々な系統で独立に陸への進出がなされており、それぞれの間には腹足類という以上の類縁性は少ない。
有肺類が最大グループで、ほとんどの種が陸生である。ただし一部の種は貝殻を失いナメクジとなっている。

## 分類
陸貝は以下の科に含まれている（ほぼ全てが陸生のヤマタニシ上科と有肺類の科は省略）。分類は Bouchet & Rocroi (2005) を簡略化。
- アマオブネガイ目 Neritimorpha
  - ヤマキサゴ上科 Helicinoidea
    - ヤマキサゴ科 Helicinidae

  - ゴマオカタニシ上科 Hydrocenoidea
    - ゴマオカタニシ科 Hydrocenidae
- 新生腹足類 Caenogastropoda
  - ヤマタニシ上科 Cyclophoroidea
  - 吸腔類 Sorbeoconcha
    - 高等新生腹足類 Hypsogastropoda
      - タマキビ型目 Littorinimorpha
        - タマキビ上科 Littorinoidea
          - オカタマキビ科 Pomatiidae (incl. Annulariidae)

        - リソツボ上科 Rissooidea
          - カワザンショウガイ科 Assimineidae
- 有肺類 Pulmonata

## ギャラリー
- ヤマキサゴ科
Alcadia conuloides
- ヤマタニシ上科
アズキガイ Pupinella rufa
- カワザンショウガイ科
Omphalotropis rubens